# Église Saint-Vincent-Diacre de Briscous
L'église Saint-Vincent-Diacre est l'église du village de Briscous dans le Pays basque français (Pyrénées-Atlantiques). Dédiée à saint Vincent, cette église-relais dépend pour le culte de la paroisse Bienheureux-François-Dardan, (dont le siège est à Hasparren) du diocèse de Bayonne.

## Histoire et description
L'église est de plan en croix latine. Elle a été réaménagée entre 1860 et 1864 par l'architecte diocésain Charles Besoin avec l'ajout du clocher d'inspiration romane et l'allongement de la nef. Elle possède des galeries intérieures (traditionnellement réservées aux hommes jusque dans les années 1970) sur trois niveaux. Les trois vitraux de l'abside avec lancette en plein cintre derrière le maître-autel représentent en médaillon le Salvator Mundi, l'Immaculée Conception, puis Saint Joseph et l'Enfant Jésus. Ils sont l'œuvre de Pierre-Gustave Dagrand (1866) et sont inscrits à l'inventaire général du patrimoine culturel. Les fresques murales représentent les quatre Évangélistes et proviennent de l'atelier des frères Decrept vers 1900. Deux autels avec leur tabernacle, les fonts baptismaux, dix chandeliers d'autel et six statues, ainsi que la cloche sont aussi inscrits. 
Elle est restaurée en 2014-2015.